# International Journal of Pediatric Otorhinolaryngology
International Journal of Pediatric Otorhinolaryngology (IJPOR of IJPORL) is een internationaal, aan collegiale toetsing onderworpen wetenschappelijk tijdschrift op het gebied van de pediatrische otorinolaryngologie.
De naam wordt in literatuurverwijzingen meestal afgekort tot Int. J. Pediatr. Otorhinolaryngol.
Het wordt uitgegeven door Elsevier en verschijnt maandelijks.